# Miradouro do Salto da Farinha

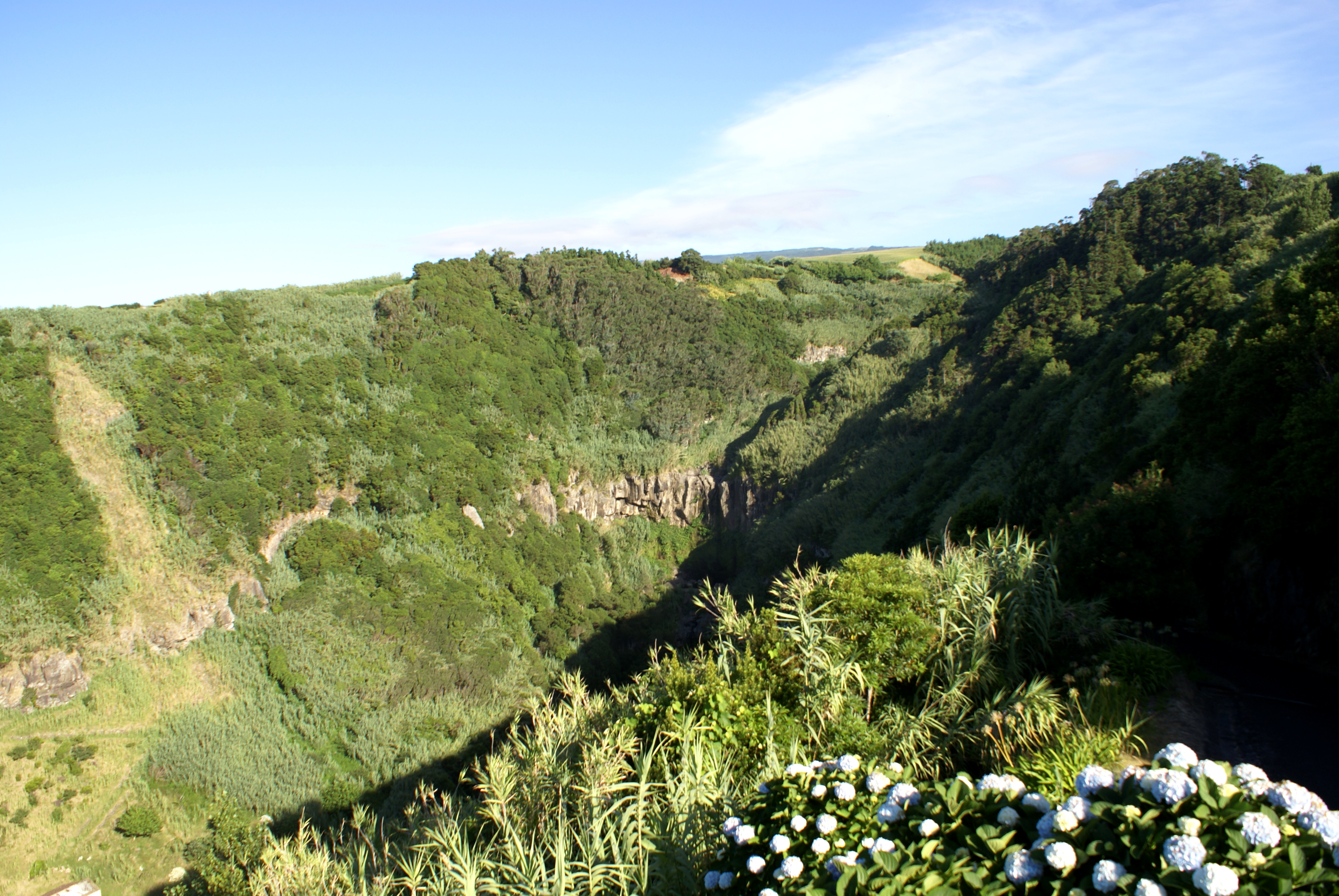
Miradouro do Salto da Farinha.

O Miradouro do Salto da Farinha  é um miradouro português localizado na freguesia da Salga, concelho do Nordeste, na ilha açoriana de São Miguel.
Deste miradouro obtêm-se uma ampla vista sobre parte da costa norte da ilha bem como de parte das montanhas do nordeste.
Este miradouro encontra-se junto a uma cascata cuja água despenha num precipício mais de 40 metros de altura cujas águas são férreas. 
Nas próximidades deste mirante encontra-se o Miradouro da Pedra dos Estorninhos. 